# حرم کاظمین
حرم کاظمین مجموعه آرامگاهی است که مدفن امام هفتم شیعیان موسی کاظم و امام نهم شیعیان محمد تقی معروف به جواد در آن قرار دارد و یکی از زیارتگاه های مهم شیعیان در عراق به شمار می آید.

به این آرامگاه حرم جوادین هم گفته می‌شود، این آرامگاه در کاظمین قرار دارد و مدفن پدر و پسر علی بن موسی الرضا است.

## تاریخچه
به هنگام انتخاب بغداد به عنوان پایتخت در دوره خلافت منصور، در جوار این شهر باغ‌هایی وجود داشت که به شونیزیه معروف بود. منصور در ۱۴۵ ق این باغ را به عنوان مقبره خانوادگی خود انتخاب کرد و آن را (مقابر قریش) نامید. نخستین کسی که در این قبرستان دفن شد جعفر فرزند منصور عباسی بود که در ۱۵۰ ق درگذشت. در ۱۷۹ق، موسی کاظم براساس دستور هارون، از مدینه به بغداد آمد و در آن شهر زندانی شد و سپس در ۱۸۳ ق به دستور خلیفه توسط زندان بانش، سندی بن شاهک، مسموم شد و کشته شد. او را در همان مقابر قریش، مکانی که خود قبل از آن خریده بود، به خاک سپردند. کاظم چهارمین فردی بود که در این مقبره دفن می‌شد. قبل از او جعفر و سپس عیسی نوفلی در آن مکان به خاک سپرده شده بودند و سومین نفر، خلیفه امین، فرزند هارون بود که مادرش، زبیده خاتون، بر قبر او بقعه ای بنا کرد. با نظر جواد و به دستور مأمون بر روی مرقد کاظم بقعه‌ای ساختند و از آن پس بیشتر دولت مردان در این قبرستان خاک شدند و هریک برای خود مقبره و بقعه‌ای اختصاص دادند.
جواد در ۲۲۰ ق به دستور معتصم عباسی و توسط ام‌الفضل، دختر مأمون و برادر زاده معتصم، که عنوان همسری او را داشت، مسموم و کشته شد. او را نیز در جوار قبر جدش دفن کردند.
بر قبر آن دو بقعه و عمارتی بنا کردند و آن را کاظمیه نامیدند. از آن پس مقابر قریش نام خود را به کاظمیه تغییر داد. در کنار این بقعه، مسجدی به نام مسجد باب‌التبن یا مسجد کاظمیه قرار داشت که شیعیان از داخل این مسجد قبر آن دو را زیارت می‌کردند و به همین سبب بقعه امامین به مشهد باب‌التین نیز معروف شد. آن هنگام برای مرقد آن دو گنبد و بنایی با چند حجره ساخته و خادمانی را برای اداره آن انتخاب کرده بودند. در جوار این بقعه باغی بود که به زبیده خاتون، همسر هارون الرشید، تعلق داشت. این باغ محل سکونت شیعیان شده بود و آن‌ها در آن جا وسایل و تسهیلات لازم را برای زائران فراهم می‌کردند.
در سال ۳۳۶ ق به امر احمد بن بویه ملقب به معز الدوله، از پادشاهان شیعی آل بویه، عمارت قبلی آستان خراب شد و از نو بقعه‌ای با شکوه بنا گردید و برفراز هر دو قبر ضریحی جداگانه از چوب ساج نصب شد. همچنین برفراز آن مقبره‌ها، یک گنبد بزرگ برافراشتند و داخل حرم را تزیین کردند. پس از او، عضدالدوله دیلمی همانند سایر مزارات امامان شیعه، تغییرات زیادی در حرم انجام داد و آن را توسعه بخشید. این کار را به سال ۳۶۹ ق انجام داد و دیواری گرداگرد شهر کشید. بیمارستانی نیز بین کاظمین و بغداد ساخت که خدمات درمانی به زائران این مزار ارائه کرد. از آن زمان، کاظمین به عنوان یک شهر در کنار بغداد جایگاهی ویژه یافت.
در ۴۴۱ ق، به دنبال درگیری‌های شیعه و سنی در محل کرخ بغداد آتش‌سوزی عظیمی رخ داد که به مشهد کاظمین سرایت کرد و آسیب زیادی به بقعه رسانید. ابوالحرث ارسلان بساسیری با کمک ابونصر فیروز فرزند ابی کالیجار، به بازسازی و مرمت آستان و مناره‌ها پرداختند و داخل حرم را تزیین و صحن را بازسازی کردند و دو صندوق بر قبور نصب کردند.
در ۴۹۰ ق، مجدالملک ابوالفضل براوستانی وزیر شیعی برکیارق، از پادشاهان سلجوقی، به تعمیر و بازسازی حرم پرداخت و بناهای جدیدی به اطراف آن افزود
دیوارهای آستان را با کاشی تزیین کرد و در شمال آن مسجدی بزرگ ساخت و دو مناره زیبا و یک مکان بزرگ برای استراحت زائران و سکونت آنان احداث کرد.
صحن و حرم بر اثر طغیان رود دجله در ۵۶۹ ق دچار آسیب شد و خلیفه عباسی، الناصر لدین الله، به همت وزیر شیعی‌اش مؤید الدین محمد قمی در ۵۷۵ ق تعمیراتی در آن انجام داد و حجره‌هایی در اطراف صحن ساخت٫
او در اطراف آستان خانه‌هایی برای زائران و فقیران بناکرد که به دارالضیافه مشهور شد. علاوه برآن حجره‌های اطراف صحن را در ۶۰۸ ق به مدرسه علوم دینی تبدیل کرد. خلیفه عباسی در چند سال بعد، که دوباره حرم بر اثر طغیان دجله دچار آسیب شد، به بازسازی آن پرداخت و خرابی‌ها را ترمیم کرد. در زمان فرزندش، الظاهر، نیز حرم دچارآتش‌سوزی شد و بسیاری از لوازم و نفایس آن در آتش سوخت و حتی به ضریح گنبد و مناره‌ها خساراتی وارد شد که خلیفه به بازسازی آن پرداخت. هنگام تهاجم هولاکو خان مغول به بغداد در ۶۵۶ ق، شهر کاظمین دست‌خوش تاراج و حریق شد. اما دو سال بعد وزیر وی، عطاملک جوینی، به هنگام حکومتش بر عراق به بازسازی و جبران خسارت وارده به مشهد کاظمین پرداخت. و دیوارهای آستان را با کاشی تزیین کرد. یک سده بعد، دوباره بر اثر طغیان دجله، حرم رو به تخریب و ویرانی رفت و سلطان اویس جلایری به ترمیم و تعمیر آن اقدام کرد. دیوارهای صحن را با کاشی‌های زیبا تزیین و سپس دو صندوق خاتم کاری بر روی قبرها نصب کرد و به جای یک گنبد، که در عصر آل بویه ساخته شده بود، دو گنبد برفراز قبرها ساخت. اما بازهم چند سال بعد، یعنی در ۷۷۶ ق، دجله طغیان کرد و خرابی‌های زیادی در مشهد کاظمین به بار آورد. عمده‌ترین بازسازی‌ها و تعمیرات آستان کاظمین در دوران صفویه انجام شد. شاه اسماعیل صفوی، در ۹۲۶ ق، تمامی بناهای حرم را خراب کرد و بنای زیبا و باشکوهی شامل رواق در چهار سو، صحن، حرم و دو گنبد جدید کاشی کاری شده ساخت. مسجدی باشکوه و با ستونهای ضخیم در شمال حرم احداث کرد که اکنون هم پابرجاست و به نام مسجد صفوی اشتهار دارد. دو صندوق زیبا از خاتم برای قبر دو امام ساخت و داخل حرم را با آویزها و قندیلهای قیمتی و فرشهای نفیس آراست. درهای حرم و رواق‌ها را نیز با نقره پوشش داد.
امروزه، کتیبه ای از آن اقدام‌ها با نام شاه اسماعیل هم چنان موجود است. سلطان محمد خدابنده، برادر او، که در این سال‌ها در عراق حکومت می‌کرد، کارهای او را تکمیل کرد. سلیمان قانونی پس از تسخیر عراق و سلطه عثمانی‌ها بر بغداد، منبری زیبا از آجر و پوششی از کاشی به مسجد صفوی تقدیم کرد. شاه عباس صفوی، برای نخستین بار، ضریحی از فولاد برفراز قبرها ساخت و حرم و روضه را تزیین کرد. در ۱۰۴۵ ق، شاه صفی نیز چهار مناره در گوشه‌های صحن ساخت که اکنون هم پا برجاست.
در عصر قاجار هم توجه خاصی به مشهد کاظمین شد، آقا محمد خان قاجار تعمیرات و بازسازی‌های عمده‌ای در حرم انجام داد. او در ۱۲۱۱ ق دو گنبد آستان را، از پایین تا بالا، با طلای ناب پوشانید. ایوان رواق جنوبی را نیز طلا کاری کرد و کف حرم و صحن را با سنگ‌های مرمر فرش کرد. خانه‌هایی را در اطراف صحن خریداری کرد و صحن را توسعه داد.
فتحعلی شاه قاجار در ۱۲۲۱ ق، داخل رواق‌ها را آینه کاری و کاشی کاری کرد و طلاهای منارهها را تجدید کرد. این کار در ۱۲۲۹ ق به اتمام رسید. بیست و شش سال بعد، معتمد الدوله منوچهر خان گرجی، از دولت مردان عصر قاجار، ایوان رواق جنوبی، شرقی و غربی را طلا کاری کرد. در ۱۲۸۲ ق شیخ العراقین، وکیل امیر کبیر، از ثلث ماترک میراث او تعمیراتی در آستان انجام داد و به بازسازی و تذهیب ایوان‌ها و آینه کاری حرم و رواق‌ها و کاشی کاری صحن پرداخت. یک سال بعد، ناصر الدین شاه ضریحی از نقره بر دو قبر ساخت و آن را جایگزین ضریح فولادی عصر صفوی کرد. برخی دیگر از دولت مردان دوره قاجار از جمله فرهاد میرزا، فرزند عباس میرزا، نیز در بازسازی و توسعه حرم نقش داشتند.

## معماری کنونی حرم

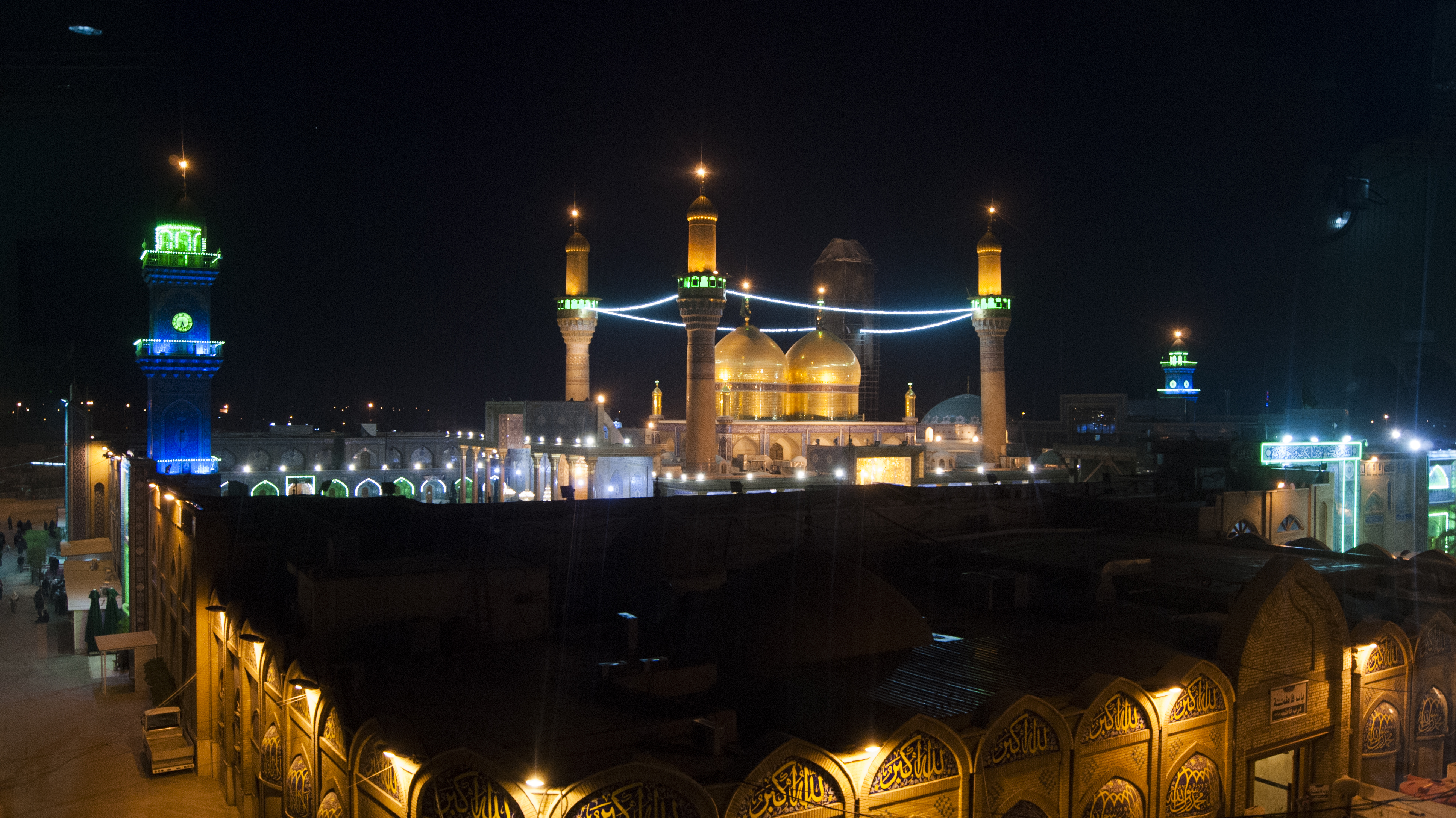
حرم کاظمین

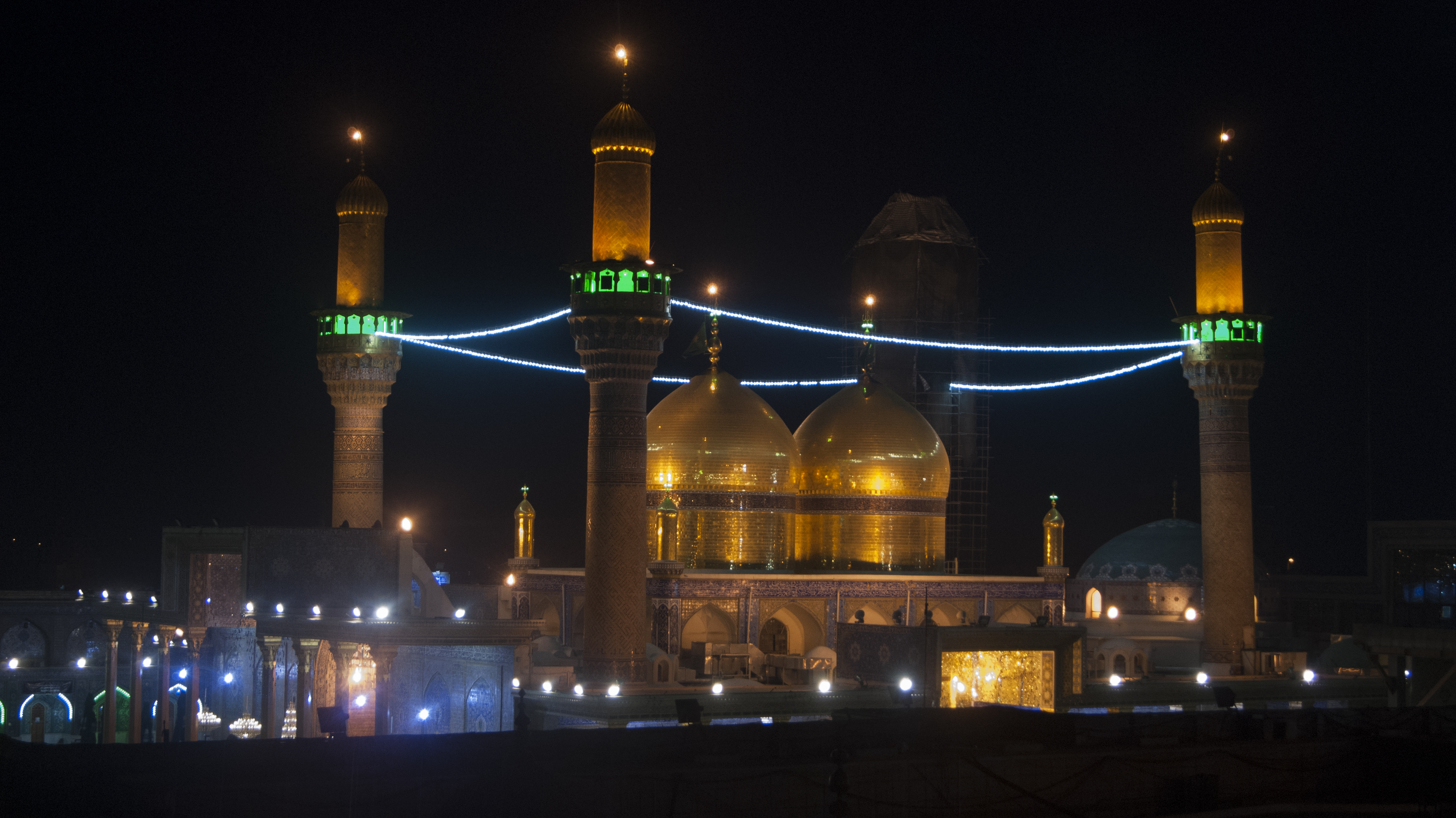
حرم کاظمین

ساختمان کنونی حرم از ساخته‌های دوره آغازینِ صفویه و اضافات دوره‌های بعدی است. معماری و هنر دوره صفویه از ایوان‌های زیبا و کاشی‌کاریهای معرق نفیس و آینه‌کاریهای بدیع در آن به وضوح قابل مشاهده است. حرم دارای دو گنبد طلایی است که هر یک بر روی یکی از دو قبر قرار گرفته‌است. در زیر دو گنبد فضای مربع مستطیل است که میانه دو دیوار شرقی و غربی را دو ستون عظیم دربرگیرنده گنبدها اشغال کرده‌است؛ یک ضریح نقره‌ای قبرها را با دو صندوق خاتم نفیس دربردارد؛ با ورود از ایوان جنوبی به نخستین رواق و سپس به درون حرم و گنبدخانه نخست در برابر قبر موسی بن جعفر قرار خواهیم گرفت و در پشت سر او قبر جواد قرار دارد. پیرامون حرم چهار شبستان بزرگ قرار گرفته و رواق‌های جنوبی و غربی هر یک به ایوانی زیبا و بزرگ راه دارد. مجموعه حرم و رواقها را سه صحن وسیع دربردارد که صحن غربی به نام «صحن قریش» می‌باشد. برج و بارو و دروازه‌های هفت‌گانه صحن با معماری زیبای آن و کاشی‌کاری نفیس پراکنده در سردرها و کتیبهها چشم بیننده را می‌نوازد. برج و بارو و دروازه‌های هفت‌گانه صحن که با توجه به معماری زیبای آن و کاشی‌کاری نفیس پراکنده در سردرها و کتیبه‌ها چشم بیننده را می‌نوازد، از ساخته‌های فرهاد میرزای قاجار (عموی ناصرالدین شاه) می‌باشد. برخی بیوت و ضمایم حرم مطهر مسجد صفوی؛ این مسجد از ساخته‌های شاه اسماعیل صفوی است که پس از تسخیر عراق آن را به سبک ساختمانهای عراقی ساخت. مسجد از زیبایی خاصی برخوردار است که حس تحسین بیننده را در برابر عظمت ستون‌های ضخیم و طاق‌های قوسی آن برمی‌انگیزد و دارای گنبد کاشی‌کاری بسیار کوتاهی است که به زحمت می‌توان آن را از درون صحن دید. در جنب محراب و منبر کهن مسجد، پنجرهای به درون رواق شمالی حرم باز شده‌است که از میان آن، ضریح قابل مشاهده است.

## مشاهیر مدفون در حرمین کاظمین
- آرامگاه خواجه نصیرالدین طوسی:
او یکی از دانشمندان مشهور است که در سال ۶۷۲ هـ. ق درگذشت و در قبر یکی از خلفای بنی العباس که در جوار حرم کنده و آماده شده بود مدفون گردید. بر روی قبر او ضریحی فولادی و کهن قرار دارد.
- آرامگاه شیخ مفید، که در مشرق رواق جنوبی قرار دارد. وی از فقهای مشهور شیعه و متکلمان چیره‌دست بود که در سال ۴۱۳ هـ. ق درگذشت. بر روی قبر او ضریحی فولادی و کهن قرار دارد و بر بالای قبرش، بر روی مرمر قطعه شعری است که منسوب به مهدی می‌باشد:
لاصوّت الناعی بفقدک إنّه × یومٌ علی آلِ الرسول عظیمُ.
- آرامگاه ابوالقاسم جعفر بن محمد بن قولویه؛ از فقهای بزرگ و محدثین امامیه است. وی در سال ۳۶۸ هـ. ق درگذشت و آرامگاهش در مشرق رواق جنوبی به همراه قبر شیخ مفید است. آرامگاه جمع کثیری از وزرا، فقها و اعیان، که برخی از مشاهیر آنان عبارتند از: ابراهیم بن موسی بن جعفر (او یمن را در دوران مأمون تسخیر نمود و مردم را به امامت رضا دعوت کرد) معزّالدوله آل بویه، جلال الدوله آل بویه، وزیر مهلبی، عمید الجیوش، فخرالدوله دیلمی، مشرف الدوله دیلمی، ابن حمدون، ضیاءالدین ابن الأثیر، ابن الناقد، ابن العلقمی، فرهاد میرزا، سیدحسن صدر و گروهی دیگر از این خانواده، سید هبة الدین شهرستانی و…
* آرامگاه سید مرتضی و سید رضی: این دو برادر از اعیان و مشاهیر و بزرگان امامیه در قرن پنجم هجری به‌شمار می‌آیند. قبر این دو تن در دو ساختمان جداگانه بیرون صحن و در نزدیکی یکدیگر در جنوب شرقی دیوار صحن قرار دارد.
* قبر ابویوسف قاضی، وی در سال ۱۶۶ هـ. ق به منصب قضاوت در بغداد پایتخت خلافت بنی العباس برگزیده شد و نخستین کس در اسلام است که به عنوان «قاضی القضات» شهرت یافت. قبر او در جنوب شرقی صحن، درون یکی از حجرهها می‌باشد.[۱۶]

## تاریخچه ساخت حرم
پس از کشته شدن  موسی کاظم و نوه اش، محمد تقی، شیعیان به تدریج در کنار آرامگاه آنها ساکن شدند تا بتوانند از آن‌ها حمایت کرده و از زائران آن‌ها پذیرائی کنند و در حقیقت این امر باعث شد که هسته اولیه شهر کاظمین تشکیل شود به ویژه که این زمین به علت نزدیکی به رودخانه دجله، مرغوبیت خاک و نزدیکی‌اش به روستاها و مزارع و نخلستانهای بزرگ، مکانی مناسب برای سکونت به‌شمار می‌رفت. از منابع تاریخی دوران عباسی درمی‌یابیم که این منطقه به سرعت رشد نموده و به عنوان بخشی از بغداد و محله‌ای از محله‌های آن درآمد و جایگاه جغرافیایی آن در دوران عباسی‌ها بین «منطقه حربیه» و «مقبره ابن حنبل» و «حریم طاهری» بود.
در سال ۳۳۴ هـ. ق ،معزالدوله دیلمی بغداد را فتح کرد و از جمله کارهای عمرانی وی در بغداد اهتمام به قبر این دو و ساختن مرقد و بارگاهی زیبا برای آنان بود. وی هم چنین تعدادی از سربازان خود را برای خدمت به مردم و برقراری امنیت در این منطقه مستقر کرد و با توجه به برقراری امنیت در دوران آل بویه و نزدیکی مقابر قریش به بغداد بسیاری از شیعیان بغداد در روزهای معینی از سال نظیر عاشورا یا عید غدیر به زیارت این منطقه می‌رفتند. ـ در سال ۳۵۳ هـ. ق در روز عاشورا عزای عمومی اعلام شد و مردم به نوحه و زاری پرداختند و در عصر همان روز درگیری بسیار شدیدی بین شیعیان و سنیان در منطقه «قطیعه ام‌جعفر» و در مسیر راه کاظمین روی داد و تعداد زیادی زخمی شدند و غارت‌های فراوانی صورت گرفت. ـ در سال ۳۵۴ هـ. ق برای اولین بار عید غدیر در بغداد جشن اعلام گردید و مردم شادی کنان با صدای بوق و کرنا و دسته دسته به زیارت حرم کاظمین رفتند. ـ سال ۴۴۹ هـ. ق خانه شیخ طوسی در محله کرخ بغداد توسط گروهی از اوباش غارت شد و شیخ طوسی در اثر این کار به شهر نجف مهاجرت کرد. در طی سال‌های متعدد شهر کاظمین بارها دچار سیل گردید. از همه شدیدتر سیل سال ۶۱۴ هـ. ق بود که باعث ویرانی بخشی از حرم و ویرانی شدید شهر کاظمین شد به‌طوری‌که خلیفه الناصرلدین الله دستور تعمیر خرابی‌ها را صادر کرد و دستور داد باروئی گرداگرد شهر کاظمین بسازند. در دوران خلافات عباسی شهر کاظمین به عنوان محله‌ای تقریباً مستقل از بغداد و پرجمعیت با باروئی مستقل بود که علاوه بر نقیب علویها، نقیب دیگری بر امور مرقد و شهر نظارت می‌نمود. در ماه محرم سال ۶۵۶ هـ. ق (۱۲۵۸م) لشکریان مغول به رهبری هلاکو شهر بغداد را محاصره کردند، این شهر پس از چند روز محاصره عاقبت در روز هیجدهم محرم سقوط کرد و مغول‌ها خرابی فراوانی به شهر وارد ساخته و تعداد زیادی از اهالی شهر را به قتل رساندند. ابتدا قرار بود که عتبات مقدس شیعه از غارت مغول‌ها در امان باشد اما واقعیت این بود که حرم کاظمین تنها حرم شیعه بود که مورد حمله قرار گرفت و به آتش کشیده شد و لشکریان مغول غنائم فراوانی را از حرم غارت کردند، طلا و نقره و سنگ‌های گرانبهای به غارت رفته به حدی بود که سربازان آن را بر روی زین اسب‌های خود می‌آویختند. چندی بعد امیر قره‌تای به بغداد رسید و دستور داد عمادالدین عمر بن محمد قزوینی به اوقاف رسیدگی نماید و ساختمان حرم کاظمین و مسجد خلیفه را بازسازی نماید. در قرن هشتم هجری، شهر کاظمین رشد زیادی کرد و از شهرهای شلوغ و پر زوار به‌شمار می‌رفت، (حمدالله مستوفی) اوایل قرن هشتم این شهر را چنین توصیف می‌کند: شهر کوچکی است که طول آن حدود شش هزار گام است و تعداد جمعیت آن حدود شش هزار نفر است. در اوایل قرن دهم از لحاظ استقلال اداری شهر مستقلی به‌شمار می‌رفت. در سال ۹۲۶ هـ. ق که عراق تحت تصرف امپراتوری صفوی واقع شد، شاه اسماعیل صفوی به زیارت کاظمین رفت و دستور داد اداره مخصوصی برای مدیریت شهر به وجود آید و دادگاهی شرعی به ریاست یک قاضی که لقب شیخ الاسلام را داشت تشکیل شود و همچنین دستور داد تا مرقد کاظمین تجدید بنا شود و حقوقی را برای خدام مرقد تعیین نمود. ـ در سال ۱۲۸۶ هـ. ق « مدحت پاش» والی عثمانی عراق در بازنگری ساختار اداری، کاظمین را به شهرستان تبدیل کرد و این شهرستان یکی از شهرستان‌های استان بغداد شد. ـ در سال ۱۳۰۲ هـ. ق «هدایت پاش» فرمانده لشکر ششم ترکان عثمانی در بغداد، دستور داد که پل چوبی شناوری بر روی رودخانه دجله زده شود تا دو بخش کاظمیه و اعظمیه را به هم متصل سازد و این گونه بود که کاظمین به بخش شرقی بغداد متصل شد. شهر کاظمین در طی عمر خود بسیاری از علما، فقها، شعرا، پزشکان و اندیشمندان را به جامعه عرضه نمود در این شهر مدارس علمی فراوانی وجود داشت که از همه مهم‌تر مدرسه سید محسن اعرجی است که اوایل قرن سیزدهم هجری تأسیس شده‌است. در شهر کاظمین کتابخانه‌های بسیاری وجود دارد که کتب خطی نفیسی در آن‌ها نگهداری می‌شود. اولین چاپخانه عراق که یک چاپخانه سنگی بود در سال ۱۲۳۷ هـ. ق در شهر کاظمین راه‌اندازی گردید. شهر کاظمین در طی جنگ جهانی اول نقش مهمی در برابر حمله انگلیسی‌ها ایفا نمود و در روز ۲۰ ذی الحجه ۱۳۳۲ هـ. ق بزرگان بصره از علمای کاظمین درخواست کمک کردند و علمای شهر کاظمین فتوایی در خصوص دفاع از شهرهای اسلامی در برابر حمله انگلیسی‌ها صادر کردند و در روز سه شنبه دوازدهم محرم ۱۳۳۳ هـ. ق سید مهدی حیدری به همراهی تعدادی از رزمندگان به منظور جنگ با انگلیسی‌ها از کاظمین عازم میدان‌های جنگ شدند و تمامی اهالی شهر به منظور تودیع رزمندگان از شهر بیرون آمدند. هم چنین اهالی کاظمین توانستند کمک‌های زیادی را به رزمندگانی که از نجف و کربلا عازم میدان جنگ می‌شدند، بنمایند. اما با تمام این تلاش‌ها عاقبت انگلیسی‌ها موفق شدند در روز ۱۷ جمادی‌الاول ۱۳۳۵ هـ. ق شهر کاظمین را تصرف کنند و بدین گونه پایان تسلط عثمانی و آغاز تسلط انگلیسی در این شهر اعلام گردید. شهر کاظمین در طول مدت اشغال انگلیسی‌ها، هیچ‌گاه از مقاومت دست نکشید و تمامی فرستادگان انگلیسی در نامه‌ها و یادداشت‌های خود بر این مسئله صحه گذاشتند. از جمله در نامه‌های «میس بیل» چنین می‌خوانیم: «شهر کاظمین شهری افراطی در اعتقاد به وحدت اسلامی است و در نبرد با انگلیسی‌ها بسیار مصمم و پابرجاست». همچنین فلیب آیرلاند دربارهٔ این شهر می‌گوید: دشمنی با انگلیسی‌ها در شهر کاظمین بسیار شدید بود و علمای این شهر تهدید کرده بودند که اگر کسی در همه‌پرسی به نفع تجاوز انگلیسی‌ها رأی دهد او را کافر اعلام خواهند کرد»

## نگارخانه

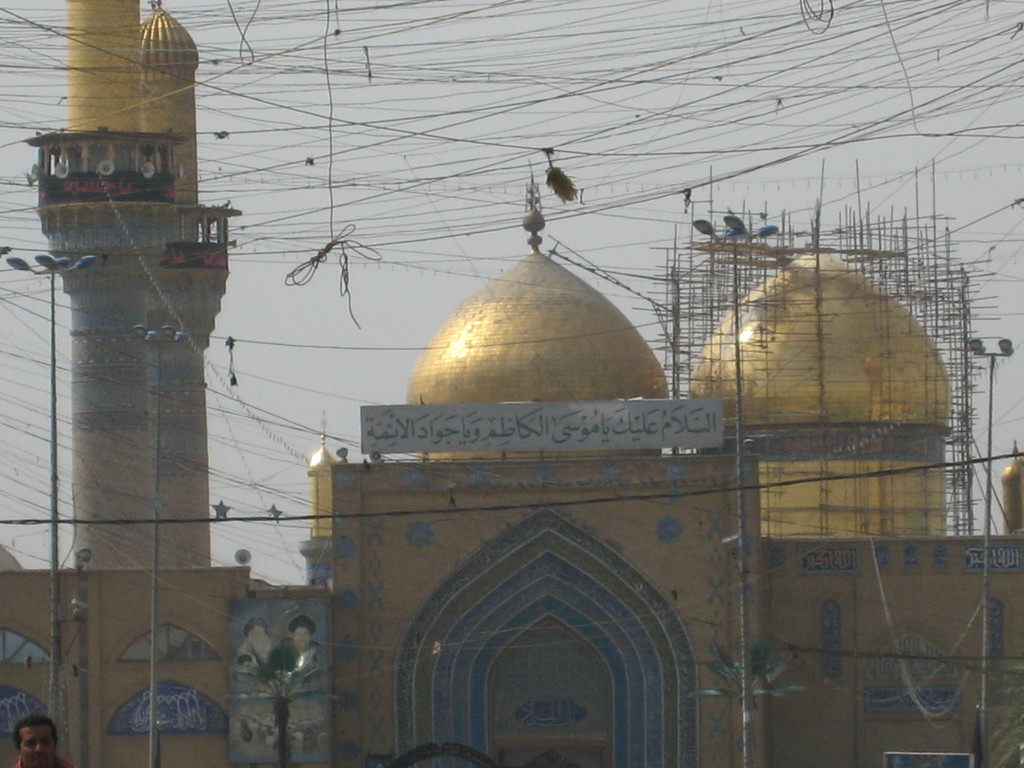
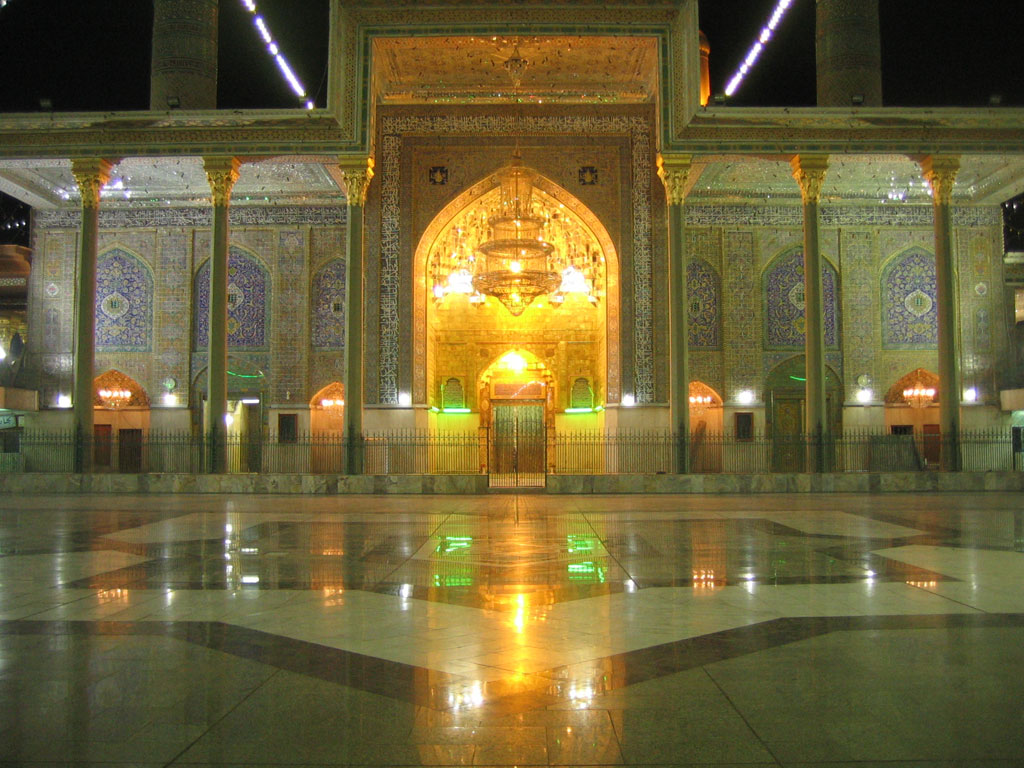
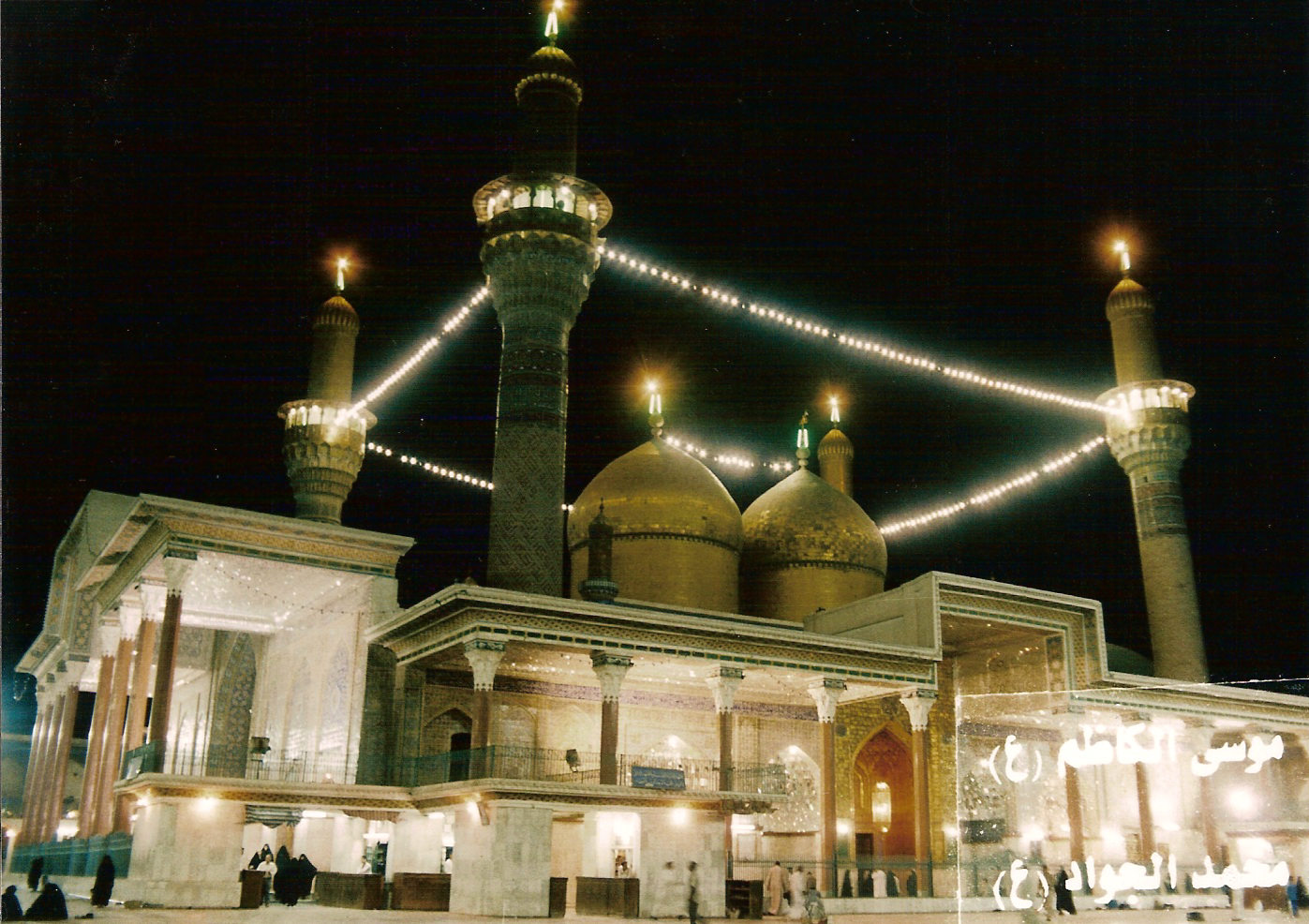
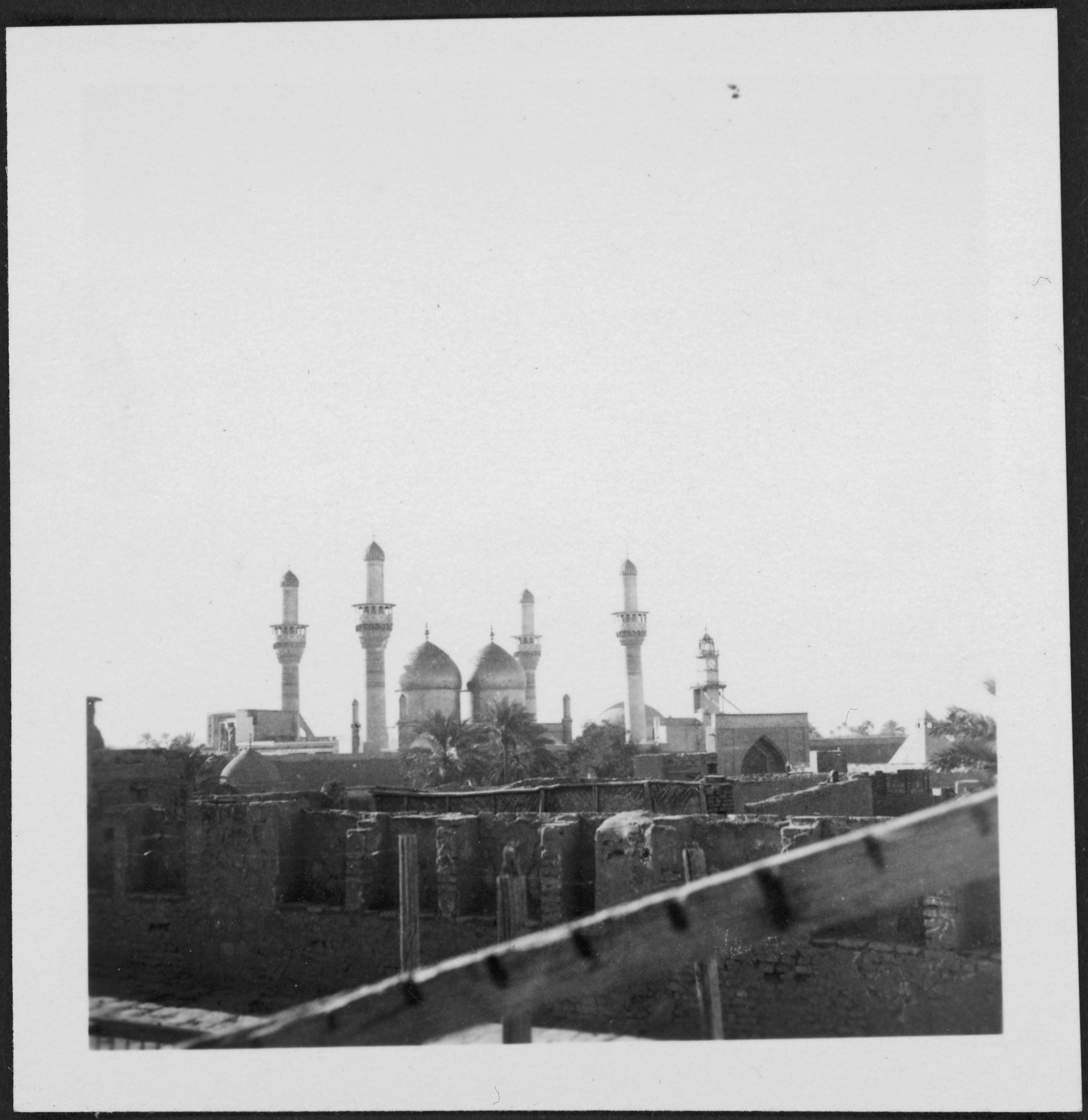
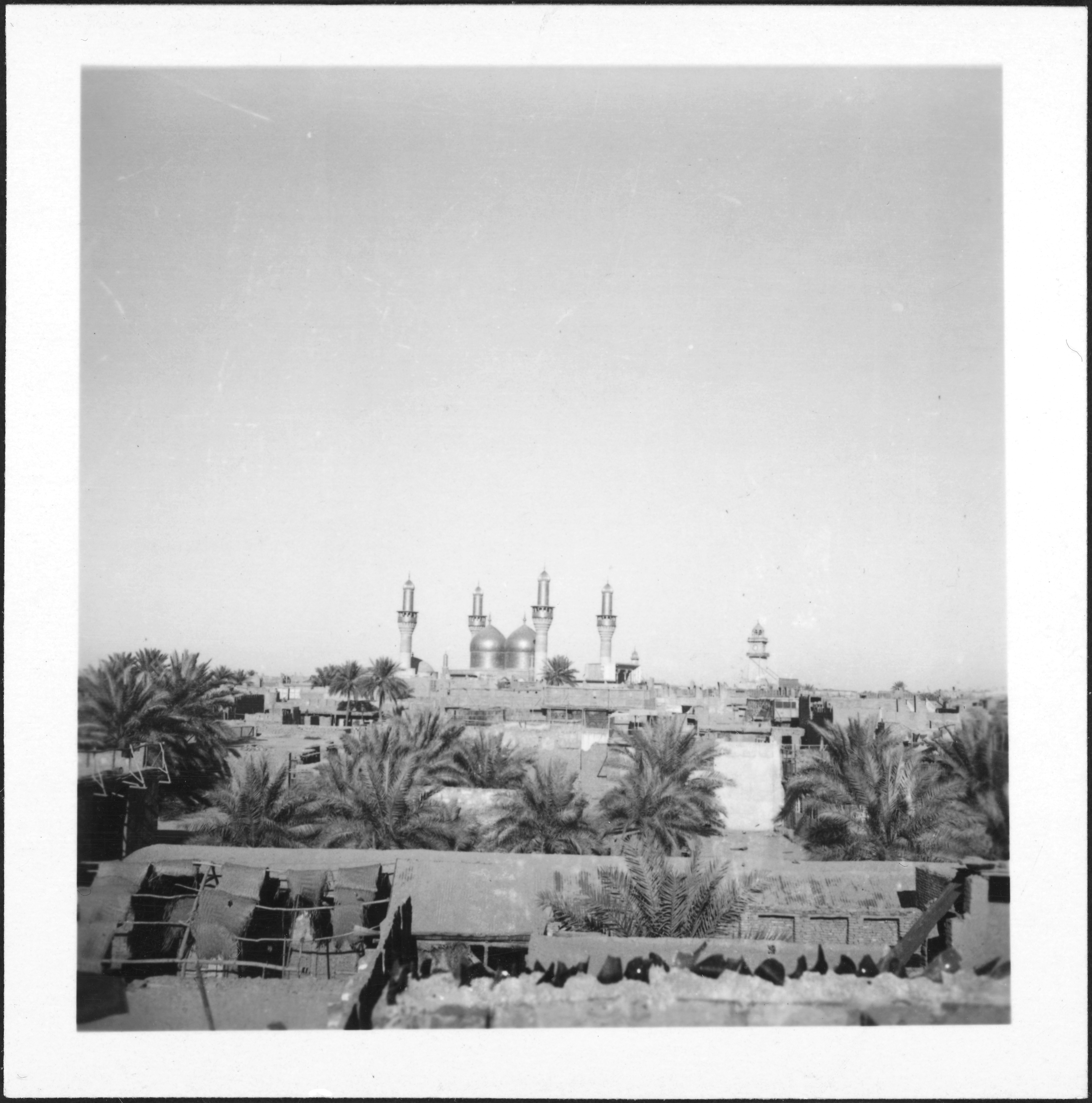

## پی‌نوشت
1. 1 2  دائرةالمعارف تشیع، ۱/۱۰۷٫/
2. ↑  فیض، همان، 30
3. ↑  حسینی الجلالی، مزارات اهل البیت و تاریخهما، ۱۱۴٫
4. ↑  پیشین، ۱/۱۰۷–۱۰۸؛ حسینی الجلالی، همان، ۱۰۸٫
5. ↑  فیض، همان ۸۹٫
6. ↑  موسوی الزنجانی، جوله فی اماکن المقدسه، ۱۰۹؛ حسینی الجلالی، همان، ۱۱۵٫
7. ↑  دائرةالمعارف تشیع، همان، ۱/۱۰۸
8. ↑  همان، ۱/۱۰۸٫
9. ↑  حسینی جلالی، همان، ۱۱۵؛ موسوی زنجانی، همان، ۱۱۰٫
10. ↑  مصاحب، دائرةالمعارف فارسی، ۲۱۴۳٫
11. ↑  موسوی الزنجانی، همان، ۱۱۱٫
12. ↑  موسوی الزنجانی، همان، ۱۱۲٫
13. ↑  فیض، همان، ۱۲۲٫
14. ↑  دائرةالمعارف تشیع، ۱/۱۰۹٫
15. ↑  «نسخه آرشیو شده». بایگانی‌شده از اصلی در ۱۰ مارس ۲۰۱۸. دریافت‌شده در ۲۰ سپتامبر ۲۰۱۹.
16. 1 2 3  http://atabat.org/